# هشام فقيه
هشام فقيه (26 أكتوبر 1987 -)، ممثل كوميدي وكاتب سيناريو ومنتج، وناشط اجتماعي سعودي.

## حياته
ولد في الرياض، بدأ حياته الدراسية الجامعية في جامعة فلوريدا استايت FSU في الولايات المتحدة، لديه شهادة ماجستير علوم سياسية من جامعة كولومبيا، واختير نفسه ممثلا كوميدياً، وشارك مع العرب الأمريكيين في بعض المناسبات حتى اتجه إلى فتح قناة على موقع اليوتيوب في فلوق ساخر اقتبس شخصية وانتقد من خلاله تصرف الغرب حول المبتعثين السعوديون من ذلك اشتهر البرنامج.
شغل سابقًا منصب مدير المحتوى الإبداعي في تلفاز 11، وهي شبكة متعددة القنوات تضم 12 مليون مشترك وأكثر من مليار مشاهدة. كان فقيه ممثلًا بارزًا في مهرجان نيويورك للكوميديا العربية الأمريكية لعام 2012، في كلٍّ من عرضي "وجوه جديدة" و "ليلة الهرم". اشتهر فقيه بتقريره من نيويورك للبرنامج اليوتيوب «لا يكثر».

## أعماله

### أفلام
- بركة يقابل بركة (ممثل)[7]
- من كآبة المنظر (ممثل)[5]
- دولاب فَيّ (ممثل ومنتج)[8]

### برامج يوتيوب
- خمبلة
- كيس
- فليم

## الجوائز والترشيحات
- بركة يقابل بركة: أول فيلم سعودي يُرشَّح لجائزة الأوسكار.[7]